# Naked City (Band)
Naked City war eine 1989 gegründete Band um den Saxophonisten John Zorn, die eine Mischung aus experimenteller Rockmusik und avantgardistischem Jazz spielte. Der Name der Gruppe bezieht sich auf die Fernsehserie Naked City. Mit Naked City gelang es dem Jazzmusiker Zorn, sich ein Rockmusik-Publikum zu erschließen.

## Geschichte
Die Angaben über die Gründung schwanken zwischen 1987 und 1989. Zorn formierte das Projekt als „Kompositionswerkstatt“ für die Besetzung in einem konventionell besetzten Quintett bzw. Sextett, mit der er die Grenzen des musikalisch Möglichen ausreizen wollte. Das 1989 bei Elektra Records erschienene selbstbetitelte Debütalbum Naked City wird als ausgezeichnete Einführung in die Knitting-Factory-Szene beschrieben und enthielt Zorns Interpretation verschiedener Filmmusik-Themen. Verarbeitet wurden u. a. Kompositionen von Ennio Morricone, das James Bond Theme oder Lonely Woman von Ornette Coleman. Die Musik wird zunächst als Mischung aus Free Jazz und Heavy Metal mit Einflüssen aus Country, Punk und Blues charakterisiert. Mit dem 1990 erschienenen zweiten Album Torture Garden trieb Zorn die Fusion von Jazz und Rockmusik auf die Spitze, indem er Grindcore-Elemente einfließen ließ, kaum eines der Lieder war länger als eine Minute, was typisch für den Grindcore ist. Das 1991er Album Grand Guignol verfolgte diesen Weg weiter und wartete neben dem 17-minütigen Titelstück mit Adaptionen von Claude Debussys La cathédrale engloutie und Teilen von Alexander Nikolajewitsch Skrjabins Prelude Op. 74 auf. Der zweite Teil des Albums bestand wiederum aus sehr kurzen improvisierten Stücken, die als Thrash-Jazz bezeichnet wurden. Das folgende Album erschien 1993 unter dem Titel Absinthe und zeigte Zorn und seine Kollegen von einer ruhigeren Seite, teilweise von Ambient beeinflusst. Zorn verlor wenig später das Interesse an Naked City und löste das Projekt auf. Ebenfalls 1993 erschien das 1992 aufgenommene Studioalbum Radio, das anders als die Vorgänger ausschließlich Eigenkompositionen von Zorn enthielt und das angeblich als Einführung für College-Studenten in die Musik von Naked City gedacht war. Nach Beendigung des Projektes erschienen bei Zorns Label Tzadik verschiedene Kompilationen sowie ein Livealbum.

## Diskografie
- 1989: Naked City (Elektra)
- 1991: Torture Garden (Shimmy Disc, 1989; Earache)
- 1992: Heretic, Jeux des Dames Cruelles (Avant)
- 1992: Grand Guignol (Avant)
- 1993: Radio
- 1993: Absinthe
- 2002: Naked City Live, Vol. 1: Knitting Factory 1989